# Шмелёв, Георгий Михайлович
Георгий Михайлович Шмелёв (25 ноября 1931 — 9 января 2012, Москва) — советский и российский актёр, чтец, режиссёр и педагог, народный артист РСФСР (1983).

## Биография
Георгий Шмелёв родился 25 ноября 1931 года в Москве. В 1953 году окончил Театральное училище имени Щепкина. После окончания был принят в Центральный детский театр (ныне Российский академический молодёжный театр), где работал с Анатолием Эфросом, Олегом Ефремовым, Львом Дуровым, Олегом Анофриевым.
Через 6 лет по предложению известного актёра-чтеца Бориса Моргунова стал художественным руководителем Концертного ансамбля Дома Советской Армии, стал выступать на эстраде и приобрёл опыт актёра-чтеца. Через четыре года вместе с актёром и режиссёром Юрием Катиным-Ярцевым подготовил сольную программу по повести Серафимовича «Железный поток», показал её во Всесоюзном гастрольно-концертном объединении (ВГКО) и был принят в штат объединения. За 40 лет работы в ВГКО (Москонцерте) составил и исполнил 36 концертно-литературных программ (Пушкин, Ахматова, Гумилев, Блок, Лесков, Есенин, Платонов, Луговской, Симонов, Бернс и др.). В 1988 году написал сценарий литературного вечера под названием «Восстание страниц» по произведениям известных писателей и поэтов, посвящённых революции 1905 года.
Сотрудничал с театром МГУ (позже Московский открытый студенческий театр — театр МОСТ). Играл в Театральном центре «Вернисаж», где сыграл за последние сезоны Прибыткова в «Последней жертве» А. Н. Островского, Священника в пушкинском «Пире во время чумы», Ланина в «Усадьбе Ланиных» по пьесе Б. Зайцева.
Автор и соавтор пьес, книги воспоминаний о поэтах, а также сборника стихотворных пародий. Его пьеса «Все это не так просто» (по рассказу Исаровой «Дневник») в 60-е годы стала одной из самых популярных в репертуаре театров юного зрителя в СССР-России.
В 1983 году ему было присвоено звание народный артист РСФСР.
В 2002 году открыл свой театр Георгия Шмелёва в помещении Музея экслибриса Международного союза книголюбов.
Определенным успехом у зрителей пользовался литературно-музыкальный спектакль «Девять муз Роберта Бернса». Отправной точкой для этого спектакля послужили песни на стихи Р.Бернса, написанные Еленой Воронковой, а роли «девяти муз» исполняли в разных спектаклях актрисы Наталья Чернявская и Людмила Татарова.
Умер 9 января 2012 года в Москве. Похоронен на Донском кладбище.

### Семья
- Жена — актриса и режиссёр Инна Григорьевна Хрусталевская (1926—1998).
- Сын — Александр Георгиевич Шмелёв (род. 1954), психолог, педагог, профессор МГУ.[3]
- Внук — Иван Александрович Шмелёв (род. 1976), менеджер инвестиционных проектов.

## Награды
- Народный артист РСФСР (1983)
- Заслуженный артист РСФСР (1974)

## Работы в театре
- «Последняя жертва» (А. Н. Островский)
- «Пир во время чумы» (А. С. Пушкин)
- «Усадьба Ланиных» (Б. Зайцев)

## Фильмография
1. 2002 — Азазель (2-я серия) — старичок с лорнетом